# 1987 في إيران
فيما يلي قوائم الأحداث التي وقعت خلال عام 1987 في إيران.

## سياسة

### انتهاء فترة المنصب
- 16 نوفمبر – حسين علي المنتظري المرشد الأعلى للثورة الإسلامية.

## أفلام
من الأفلام التي صدرت هذه السنة في إيران:
- 1 يناير – كاني جانغا من إخراج سيف الله داد.

## مواليد

### فبراير
- 26 فبراير – مهرداد بولادي لاعب كرة قدم إيراني.

### مارس
- 1 مارس – أحمد مهدي زاده لاعب كرة قدم إيراني.

### مايو
- 26 مايو – توجي

### سبتمبر
- 16 سبتمبر – أميد إبراهيمي لاعب كرة قدم إيراني.
- 20 سبتمبر – رضا قوتشان نجاد لاعب كرة قدم إيراني.
- 20 سبتمبر – فوريا غفوري لاعب كرة قدم إيراني.

### أكتوبر
- 3 أكتوبر – بهنام باني مغني بوب إيراني.

## وفيات

### أغسطس
- 6 أغسطس – عباس بابائي (مواليد 1950)